# Малешевская, Евгения Марцелиновна
Евге́ния Марцели́новна Малеше́вская (в замужестве — Ровити; 10 [22] декабря 1868, Гарбуцканы, Бессарабская губерния — 11 марта 1958, Пирей, Греция) — русская художница, график.
Писала жанровые и исторические картины, в более позднее время испытала влияние символизма.

## Биография
Родилась 22 декабря (10 декабря по старому стилю) 1868 года в деревне Гарбуцканы Сорокского уезда Бессарабской губернии (ныне территория села Погорна Шолданештского района Республики Молдова).
Окончила гимназию в Киеве. В 1896—1903 училась в Императорской Академии художеств у И. Е. Репина. В 1903 году Малешевская была привлечена И. Е. Репиным к работе над диорамой «Ассамблея при Петре I» (совместно с Е. А. Киселёвой, к 200-летию Петербурга). Получила звание художника за дипломную картину «Слушают», изображающую собрание русских революционеров под видом музыкальной вечеринки. В 1903—1906 годы совершенствовалась мастерству в Мюнхене, Париже и Риме.
С 1906 года жила в Кишинёве, преподавала рисование в частных школах. Участвовала в выставках Общества любителей изящных искусств и Общества изящных искусств в Кишинёве. Работала в живописи, книжной и станковой графике, сценографии. Работы Малешевской демонстрировались на выставках Бессарабскогo художественногo обществa с 1910 по 1928 годы.
Во время Второй мировой войны эмигрировала в Грецию. Скончалась 11 марта 1958 года, похоронена на Русском кладбище имени Е. К. В. Королевы Эллинов Ольги Константиновны в Пирейе.
Некоторые источники указывают, что Малешевская скончалась 23 февраля 1942 года (не смогла эвакуироваться в тыл) в селе Тырново Дондюшанского района Молдавской ССР.

## Память

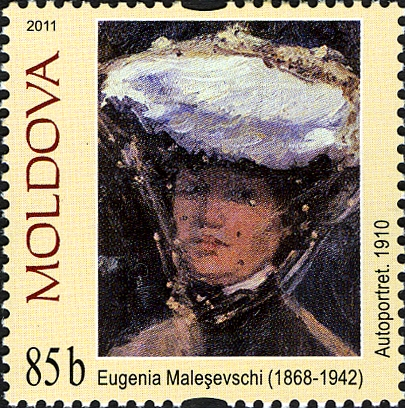
Почтовая марка Молдовы в честь Малешевской

- После смерти художницы более 130 её работ поступили в Национальный музей искусств Молдовы.
- В 2011 году в её честь была выпущена почтовая марка Молдовы.